# Prodiatrypa annulicornis
Prodiatrypa annulicornis är en insektsart som först beskrevs av Lucien Chopard 1912.  Prodiatrypa annulicornis ingår i släktet Prodiatrypa och familjen syrsor. Inga underarter finns listade i Catalogue of Life.